# Kumaragupta I
Kumaragupta I (anche Kumara Gupta, Mahendraditya; ... – 455) governò l'Impero Gupta dell'India settentrionale tra il 415 e il 455.
Figlio di Chandragupta II, ebbe un lungo regno durante il quale l'impero si consolidò al suo interno.

## Fonti
L'iscrizione di Bilsad è la più antica testimonianza del suo regno; risale all'anno 96 del calendario Gupta, il 415. Altre menzioni del suo nome si trovano su monete non datate e su una statua di Yaksha di Mathura.

## Biografia
Kumaragupta I era - come suo padre e suo nonno - un seguace del Vishnuismo; tuttavia, su alcune monete d'oro è presente anche un'immagine di Karttikeya, il dio della guerra - più strettamente associato allo Shivaismo - sulla sua cavalcatura, il pavone. Benché indù, Kumaragupta era noto per la sua tolleranza religiosa e per le ampie donazioni ai monasteri buddisti e giainisti. Lui e suo padre sono considerati i fondatori di molti templi, che oggi sono raggruppati sotto il termine di "templi Gupta". Alcune di queste città tempio (Nachna, Eran) furono probabilmente concepite fin dall'inizio come centri di culto regionali o si svilupparono in questa direzione, ma la maggior parte delle altre rimasero edifici singoli (Bhumara, Gop). I monasteri buddisti si trasformarono in centri finanziari - dipendenti dall'economia urbana - e i monasteri indù vantarono proprietà terriere in rapida crescita.
Alla fine del regno di Kumaragupta, il principe Skandagupta stava già salvando l'impero del padre da una grande rivolta tribale dei Pushyamitra sul fiume Narmada. Secondo un'iscrizione, Kumaragupta I sarebbe caduto in una battaglia contro gli Hunas; la stessa iscrizione riporta la vittoria di Skandagupta sugli Hunas. Il termine Hunas, viene spesso reso come "Unni", che attenzione non si deve collegare agli Unni che avanzarono nell'Europa orientale intorno al 375, ma a parte dei cosiddetti "Unni iraniani"; questo termine risale alle ricerche numismatiche di Robert Göbl. In particolare, potrebbe riferirsi al cosiddetto gruppo Alchon, che si espanse in modo aggressivo nell'India nord-occidentale all'inizio del VI secolo. Skandagupta (455-467) spodestò il principe ereditario Purugupta e passò alla storia come il penultimo importante re Gupta nel 458, quando respinse gli Unni.